# カミング郡
座標: 北緯41度55分 西経96度47分 / 北緯41.92度 西経96.79度
カミング郡（英: Cuming County）は、アメリカ合衆国のネブラスカ州にある郡。2000年時点の人口は10,203人で、郡庁所在地はウエスト・ポイント (West Point)。
ネブラスカ州のナンバープレートで、カミング郡の車両は最初の数字が24になっている。これは1922年にナンバープレートの制度を確立した際、カミング郡の車両登録台数が州内の郡のなかで24番目に多かったからである。

## 歴史
カミング郡は1855年に組織され、第二代・第四代ネブラスカ準州知事のトーマス・B・カミングにちなんで名付けられた。

## 地理
アメリカ合衆国国勢調査局によると、この郡は総面積1,488 km2 (575 mi2) である。このうち1,481 km2 (572 mi2)が陸地で、7 km2 (3 mi2) が川や湖などの水地域である。総面積のうちの0.44%が水地域となっている。

### 隣接する郡
- サーストン郡（北東）
- バート郡（東）
- ドッジ郡（南）
- コルファクス郡（南西）
- スタントン郡（西）
- ウェイン郡（北西）

## 人口動静

2000年国勢調査時の郡の人口ピラミッド

2000年の国勢調査によると、カミング郡には10,203人、3,945世帯、及び2,757家族が暮らしている。人口密度は7/km2 (18/mi2) で、3/km2 (8/mi2) の平均的な密度に4,283軒の住居が建っている。この郡の人種の構成は白人95.88%、黒人（アフリカ系アメリカ人）0.13%、先住民0.28%、アジア系0.20%、太平洋諸島系0.03%、その他の人種2.63%、及び混血0.85%で、5.48%の人々がヒスパニックまたはラテン系である。郡の住民の67.4%がドイツ系、5.6%がアメリカ系移民の子孫である。
カミング郡に住む3,945世帯のうち、32.60%は18歳未満の子どもと暮らしており、61.70%は夫婦で生活している。5.30%は未婚の女性が世帯主であり、30.10%は家族以外の住人と同居している。27.10%は独居で、全世帯の14.90%は65歳以上の独居老人世帯である。1世帯あたりの平均人数は2.53人であり、家庭の場合は3.08人である。
郡の住民は27.20%が18歳未満の子どもで、18歳以上24歳以下が6.50%、25歳以上44歳以下が25.20%、45歳以上64歳以下が20.90%、および65歳以上が20.20%となっている。平均年齢は39歳である。女性100人に対して男性は102.10人いて、18歳以上の女性100人に対しては男性は99.20人いる。
郡の世帯ごとの平均収入は33,186米ドルで、家族ごとでは38,369米ドルである。男性の26,577米ドルに対して女性は19,246米ドルの平均的な収入がある。この郡の一人当たりの収入 (per capita income) は16,443米ドルである。総人口の9.00%、家族の7.00%は貧困線以下である。18歳未満の子どもの9.80%及び65歳以上の7.80%は貧困線以下の生活を送っている。

## コミュニティ

### 都市
- ウエスト・ポイント (en:West Point, Nebraska)
- ウィズナー (en:Wisner, Nebraska)

### 村
- バンクロフト (en:Bancroft, Nebraska)
- ビーマー (en:Beemer, Nebraska)

## 郡区
- バンクロフト (en:Bancroft Township, Cuming County, Nebraska)
- ビーマー (en:Beemer Township, Cuming County, Nebraska)
- ビスマーク (en:Bismark Township, Cuming County, Nebraska)
- ブレイン (en:Blaine Township, Cuming County, Nebraska)
- クリーブランド (en:Cleveland Township, Cuming County, Nebraska)
- カミング (en:Cuming Township, Cuming County, Nebraska)
- エルクホーン (en:Elkhorn Township, Cuming County, Nebraska)
- ガーフィールド (en:Garfield Township, Cuming County, Nebraska)
- グラント (en:Grant Township, Cuming County, Nebraska)
- リンカーン (en:Lincoln Township, Cuming County, Nebraska)
- ローガン (en:Logan Township, Cuming County, Nebraska)
- モンテレー (en:Monterey Township, Cuming County, Nebraska)
- ニーリー (en:Neligh Township, Cuming County, Nebraska)
- セント・チャールズ (en:St. Charles Township, Cuming County, Nebraska)
- シャーマン (en:Sherman Township, Cuming County, Nebraska)
- ウィズナー (en:Wisner Township, Cuming County, Nebraska)